# Gerhard Klaffus
Gerhard Ernst-Peter Klaffus (* 3. Februar 1964 in Göttingen) ist ein Brigadegeneral des Heeres der Bundeswehr. Er ist der deutsche National Military Representative beim Supreme Headquarters Allied Powers Europe der NATO in Mons (Belgien).

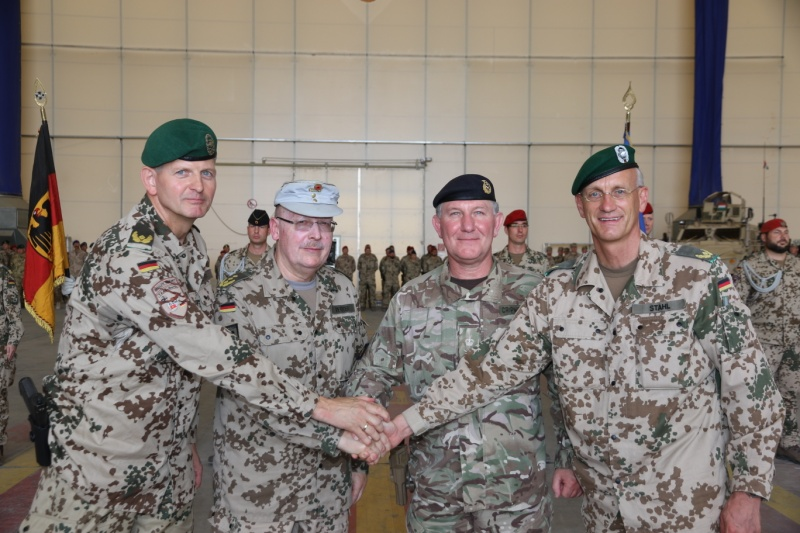
Brigadegeneral Gerhard Klaffus (links) bei der Übernahme der Verantwortung für das TAAC-N von Brigadegeneral Wolf-Jürgen Stahl am 21. August 2018. In der Mitte der Befehlshaber des Einsatzführungskommandos der Bundeswehr, Generalleutnant Erich Pfeffer, und der stellvertretende Kommandeur der Resolute Support Mission, Generalleutnant Richard Cripwell (UK).

## Militärische Laufbahn

### Ausbildung und erste Verwendungen
Beförderungen
- 1986 Leutnant
- 1988 Oberleutnant
- 1991 Hauptmann
- 1996 Major
- 2000 Oberstleutnant
- 2009 Oberst
- 2018 Brigadegeneral

Klaffus trat 1983 als Offizieranwärter beim Jägerbataillon 542 in Bexbach in die Bundeswehr ein. Er absolvierte die Ausbildung zum Offizier der Panzergrenadiertruppe und studierte von 1984 bis 1987 Wirtschafts- und Organisationswissenschaften an der Helmut-Schmidt Universität der Bundeswehr in Hamburg. Es folgten Verwendungen als Zugführer (1988 bis 1990), S2-Offizier (1990 bis 1991) und Kompaniechef (1991 bis 1992) beim Panzergrenadierbataillon 132 in Wetzlar. Eine zweite Verwendung als Kompaniechef führte ihn von 1992 bis 1994 zum Panzergrenadierbataillon 32 in Nienburg/Weser. Daran anschließend war Klaffus von 1994 bis 1996 als Hörsaalleiter in der Offizierausbildung an der Panzertruppenschule in Munster eingesetzt. Von 1996 bis 1998 absolvierte er den Generalstabslehrgang an der Führungsakademie der Bundeswehr in Hamburg, sowie im Anschluss von 1999 bis 2000 die Französische Generalstabsausbildung in Paris, Frankreich.

### Dienst als Stabsoffizier
Nach dieser vorbereitenden Ausbildung führte die erste Verwendung als Stabsoffizier Klaffus von 2000 bis 2002 ebenfalls nach Paris, wo er als Stellvertretender Heeresattaché in der Deutschen Botschaft verwendet wurde. Es folgte von 2002 bis 2003 eine Verwendung als Stabsoffizier in der 14. Panzergrenadierdivision in Neubrandenburg. Von 2004 bis 2006 führte er als Kommandeur das Panzergrenadierbataillon 182 in Bad Segeberg. Von 2006 bis 2009 schloss sich eine ministerielle Verwendung als Referent im Bundesministerium der Verteidigung an, wo er unter anderem für die Mandatserstellung für die deutschen ISAF-Kräfte verantwortlich war. Es folgte eine Versetzung nach Mons (Belgien), wo er von 2009 bis 2011 als Büroleiter beim Chef des Stabes Supreme Headquarters Allied Powers Europe (zu dieser Zeit der Generale Karl-Heinz Lather bzw. Manfred Lange) eingesetzt war. Von 2011 bis 2012 war Klaffus Lehrgangsteilnehmer am Centre des Hautes Etudes Militaires (CHEM) in Paris, bevor er von 2013 bis 2015 als Stellvertretender Kommandeur und Kommandeur der deutschen Anteile der Deutsch-Französischen Brigade in Müllheim im Markgräflerland eingesetzt wurde. Von 2015 bis 2018 war Klaffus Verbindungsoffizier bei den Bundespräsidenten Joachim Gauck und Frank-Walter Steinmeier.

### Dienst als General
Am 21. August 2018 wurde Klaffus als Nachfolger von Brigadegeneral Wolf-Jürgen Stahl, Kommandeur Train Advise and Assist Command North (TAAC-N) und Kontingentführer des deutschen Einsatzkontingents Resolute Support in Mazar-i-Sharif (Afghanistan). Hiermit verbunden war die Ernennung zum Brigadegeneral. Diesen Dienstposten übergab er im August 2019 an Brigadegeneral Jürgen Brötz und wurde anschließend auf eine Verwendung als Militärattaché vorbereitet. Zum  1. September 2020 wurde er, als Nachfolger von Brigadegeneral Werner Albl, Verteidigungsattaché im Militärattachéstab der Deutschen Botschaft in Paris. Im Jahr 2023 folgte er Brigadegeneral Udo Schnittker als National Military Representative beim Supreme Headquarters Allied Powers Europe der NATO in Mons (Belgien).

### Auslandseinsätze
- Nov. 2003 – Mai 2004 SFOR G3 HQ DEU-ITA Battle Group, Sarajevo, Bosnien-Herzegowina
- Jan.–Juni 2013 ISAF Deputy Chief of Staff Stability, Regional Command North, Masar-e Scharif, Afghanistan
- Aug. 2018–Aug. 2019  Resolute Support Mission, Commander TAAC North, RS, Masar-e Scharif, Afghanistan

## Privates
Klaffus hat zwei Brüder (Manfred und Werner, dieser ist Oberst im Heer und Kommandeur des VN Ausbildungszentrum der Bundeswehr). Sein Vater, Ernst Klaffus, war bis 1994 Generalleutnant des Deutschen Heeres. Klaffus ist verheiratet und hat vier Kinder.